# Judarn
Judarn är en liten sjö i Judarskogens naturreservat i Bromma i Stockholm som ingår i Norrströms huvudavrinningsområde. Sjön är 3,6 meter djup, har en yta på 0,0622 kvadratkilometer och befinner sig 9,3 meter över havet. Namnet Judarn kommer av ordet ljuda, 'låta'.

## Beskrivning
Judarn ligger i Judarskogen Natura 2000-område och Judarskogens naturreservat. Vid provfiske har abborre, mört, ruda och sutare fångats i sjön.
Sjöns stränder är skogbeklädda med en del lövsumpskog. Runt sjön leder den drygt två kilometer långa Judarskogens naturstig. Längs den finns åtta informationstavlor med beskrivningar om hur isen från senaste istiden format landskapet. Judarn har inget officiellt strandbad. Tidigare har ett badförbud funnits i sjön men detta togs bort 1995.
Judarn är liksom Lillsjön i Bromma resten av ett sund, Linta-sundet, som förband Ulvsundasjön via dagens Brommaplan och Åkeshov med Mälaren ungefär vid dagens Ängbybadet. Fortfarande under tidig vikingatid kunde man båtledes ta sig igenom detta sund.

## Bilder

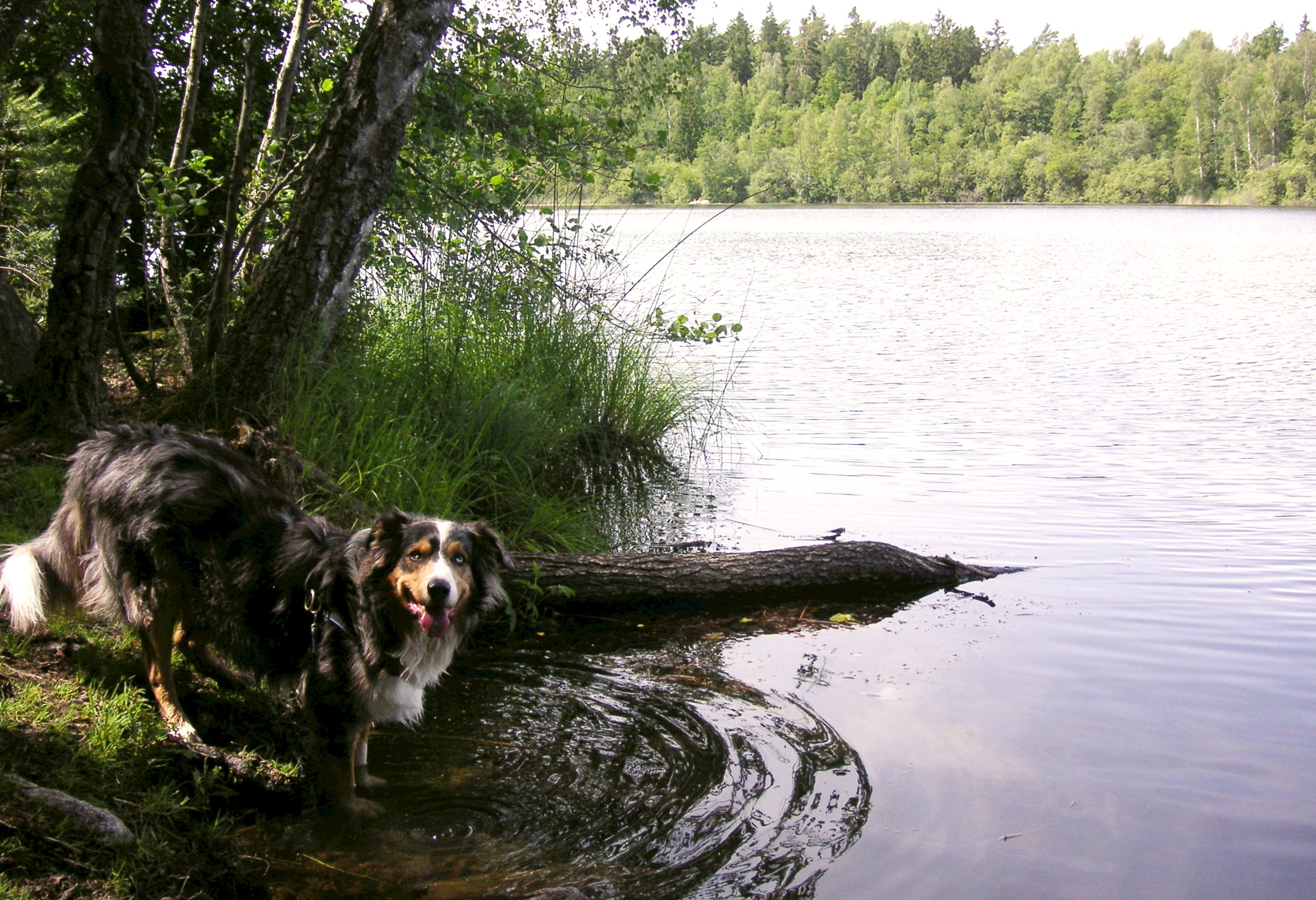
Vattenpaus.
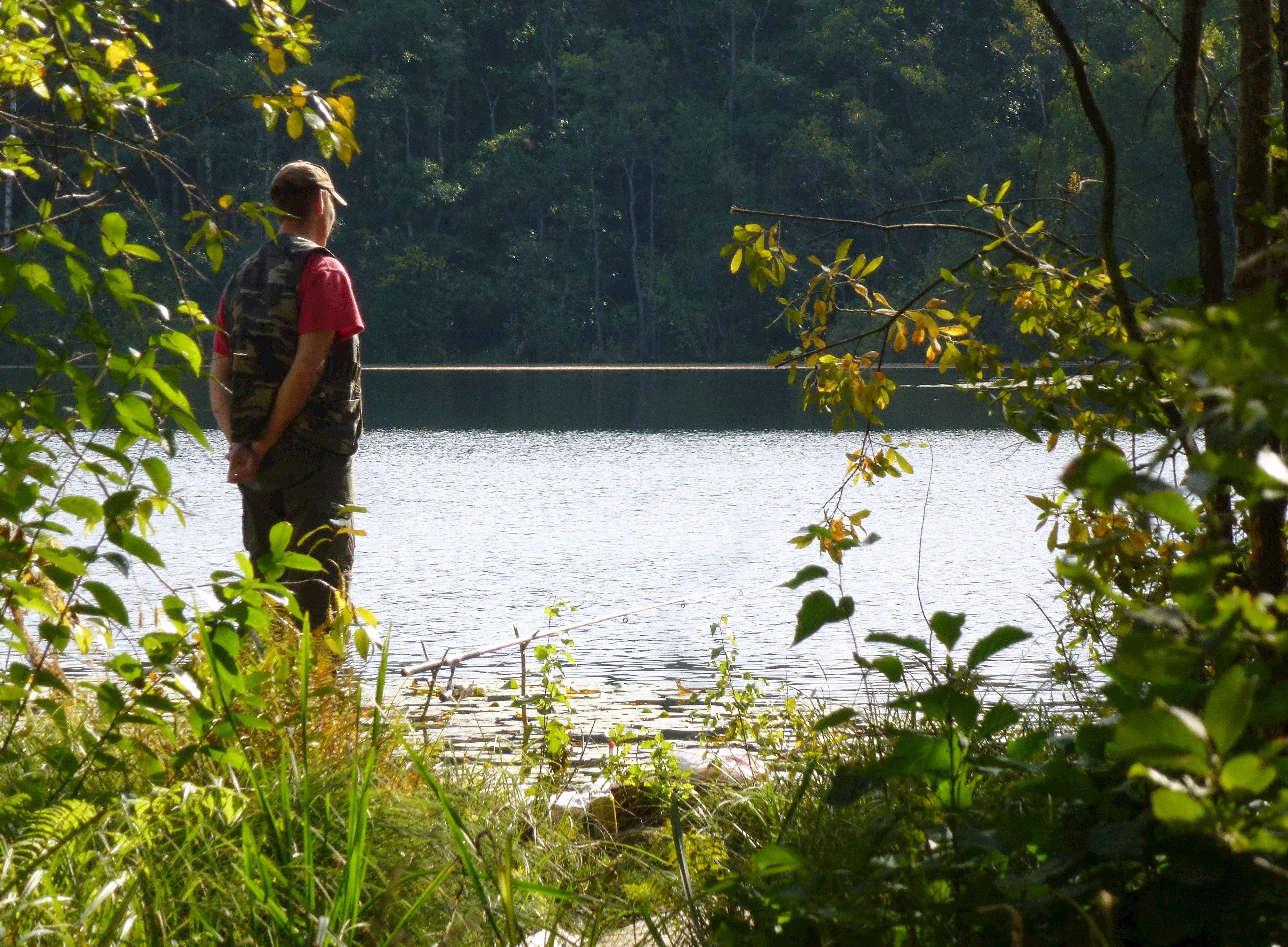
Fiske.
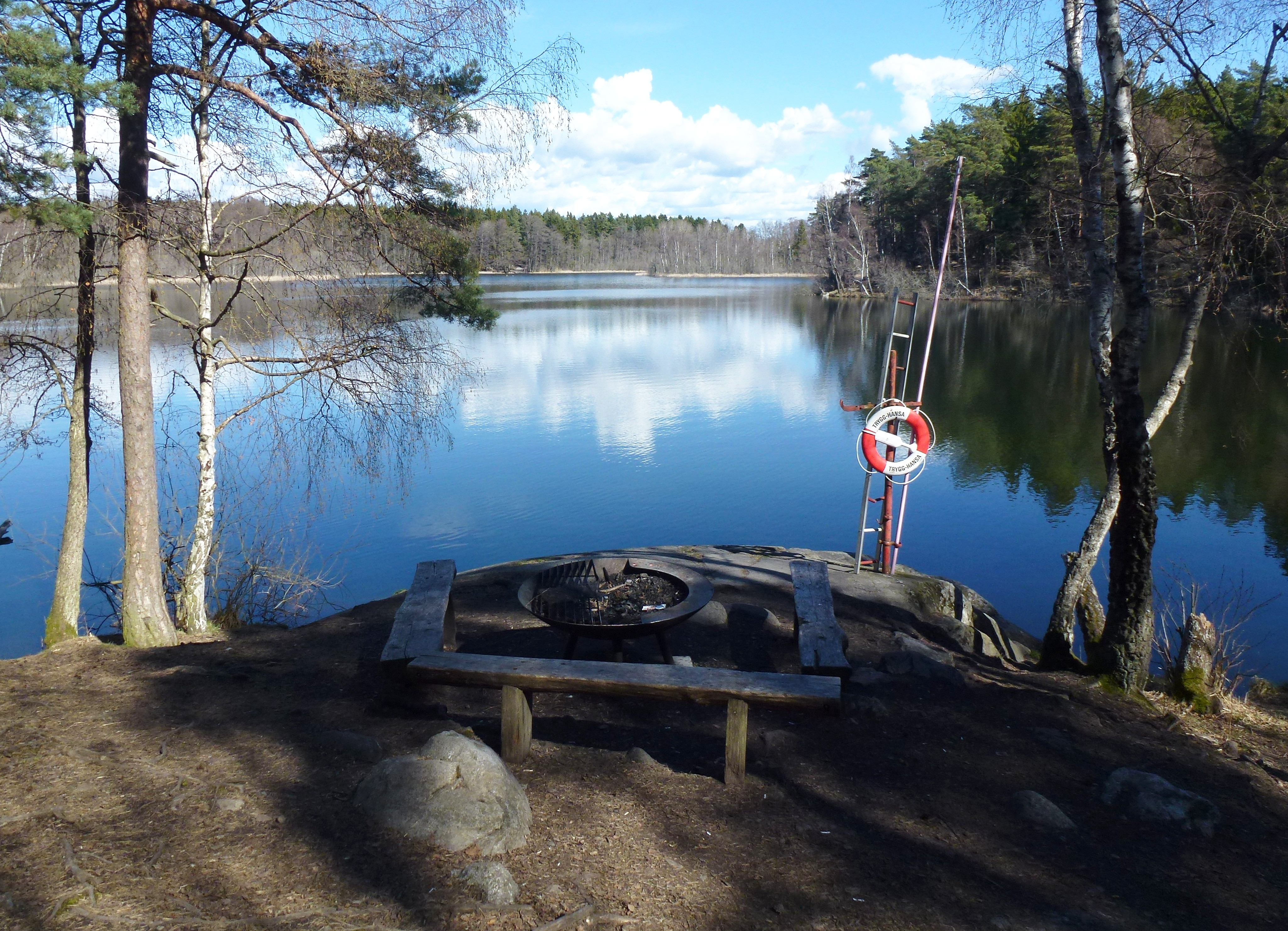
Grillplats.
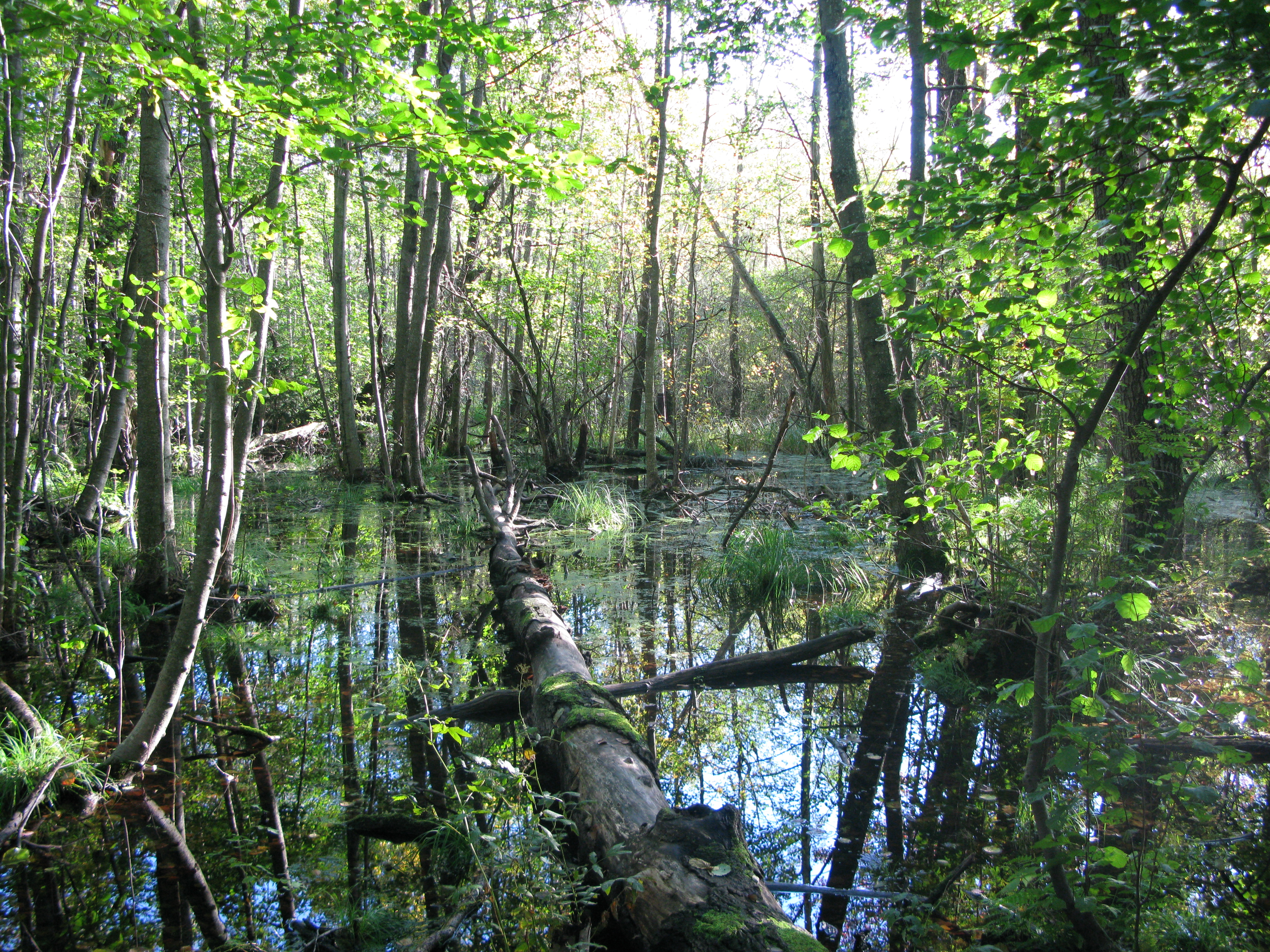
Sumplövskog.

## Delavrinningsområde
Judarn ingår i delavrinningsområde (658163-162038) som SMHI kallar för Rinner till Mälaren-Fiskarfjärden. Medelhöjden är 19 meter över havet och ytan är 12,94 kvadratkilometer. Det finns inga avrinningsområden uppströms utan avrinningsområdet är högsta punkten. Avrinningsområdets utflöde Norrström (Eskilstunaån) mynnar i havet. Avrinningsområdet har 0,03 kvadratkilometer vattenytor vilket ger det en sjöprocent på 0,2 procent. Bebyggelsen i området täcker en yta av 19,8 kvadratkilometer eller 98 procent av avrinningsområdet.